# Norðoyatunnilin
Norðoyatunnilin (tunel Nordoy) je 6 186 m dlouhý podmořský silniční tunel na Faerských ostrovech. Prochází pod úžinou Leirvíksfjørður a spojuje ostrovy Eysturoy a Borðoy. Tunel vede v hloubce až 150 m pod hladinou moře a je druhým nejdelším tunelem na Faerských ostrovech.  Tunelové portály jsou poblíž měst Leirvík na Eysturoy a Klaksvík na Borðoy.

## Historie
Příprava k výstavbě tunelu začala seismickým měřením v roce 1988. Kvůli nástupu hospodářské krize byly všechny projekty rozvoje infrastruktury zastaveny.  Geotechnický průzkum začal v roce 2001. Stejně jako u Vága tunelu i u tunelu Nodrdoy byla výstavba provedena akciovou společností, ve které měl většinový podíl faerský stát. Refinancování nákladů na výstavbu tunelu probíhá prostřednictvím vybírání mýtného. Stavba podmořského tunelu byla zahájena na obou ostrovech, v Leirvíku 18. prosince 2003 a v Klaksvíku 20. dubna 2004. Tunel byl proražen 25. června 2005 a uveden do provozu 29. dubna 2006, o tři měsíce dříve, než bylo plánováno. V roce 2007 projelo tunelem 662 828 vozidel, v roce 2019 už to bylo 1 308 519 vozidel, tj. 3 585 aut denně.

## Výstavba
Tunel byl ražen v čedičovém podloží, které je obdobné jako geologické podloží v Norsku. Proto byly využívány norské zkušeností z výstavby podmořských tunelů, byly použity norské metody a také norské normy. Při výstavbě se kladl důraz na systematické sledování a injektáž prostředí s cílem vytvořit nepropustné podloží. 
Po vyvrtání 36 m dlouhých sond následovala těsnicí injektáž. Pak byly provedeny vrty pro nálože a po odpálení 650 kg výbušnin se tunel prodloužil o pět metrů. Během dne mohly být provedeny až tři odpaly a tím se při ražbě z obou stran mohlo dosáhnout postupu až 30 m.

## Data
Jednotubusový tunel se dvěma jízdnými pruhy byl ražen tradiční metodou pomocí trhavin. V tunelu jsou dva jízdní pruhy s nouzovými odstavnými plochami ve vzdálenosti 500 m od sebe, celkem 13 odstavných ploch. Za průjezd tunelem se platí mýtné. Povolená rychlost jízdy je 80 km/h.
- délka: 6186 km,
- min. výška nadloží: 35 m,
- max. výška vody 105 m,
- max. sklon: 6 %,
- plocha výrubu: 65 m² s max. šířkou 10 m,
- výška průřezu: 46 m,
- šířka jízdního pruhu: 7 m (dva pruhy, nouzové odstavné plochy každých 500 m),
- nejnižší bod: 150 m pod hladinou moře,
- spotřeba výbušnin: 1100 t,
- spotřeba betonu: 1800 t,
- vytěženo: 410 000 m³ čediče,
- náklady: 405 miliónů DKK,